# Испанская эра
Испанская (Цезарианская) эра (лат. Aera Hispanica) стала отсчитываться с 1 января 38 года до н. э. по указу Октавиана Августа.
Исидор Севильский в своей книге «Этимологии» утверждает, что этим была отмечена перепись, проведённая по указу Августа, что означало окончательное включение Иберийского полуострова в Pax Romana.
Испанская система летосчисления широко применялась в эпоху Средневековья примерно до XV века. Её также называли летосчислением вестготов.